# Stéphane Gsell
Stéphane Gsell   (11è districte de París, 7 de febrer de 1864 - París, 1 de gener de 1932) va ser un arqueòleg i historiador francès, especialista en l' Àfrica romana i més particularment en l'Algèria romana.

## Biografia
Va néixer el 1864 d'un pare pintor de vidre de Saint-Gall (Suïssa) i naturalitzat francès, Gaspard Gsell, i d'una mare, Caroline Adèle Laurent, emparentada amb Louis Pasteur. Alumne de l'École Normale Supérieure el 1883, membre de l'École française de Rome (1886 - 1890), va dur a terme el 1889 les primeres excavacions metòdiques a la necròpolis etrusca de Vulci.
Va obtenir el seu doctorat el 1894 amb una tesi principal sobre el regnat de l'emperador Domicià i una tesi secundària sobre Tipaza, De Tipasa Mauretaniae Caesariensis urbe.
Durant la colonització francesa d'Algèria fou nomenat professor de l'Escola Superior de Lletres d'Alger. Va dur a terme excavacions a Tipasa i va explorar altres jaciments antics d'Algèria, publicant el 1901 un inventari en dos volums de Monuments antiques de l'Algérie i va publicar el primer volum de les Inscriptions latines d'Algérie: les Inscriptions de la Proconsulaire.
A partir de 1900, va ser inspector d'antiguitats d'Algèria, director del Museu d'Alger i el 1919, va ser nomenat inspector general dels museus arqueològics d'Algèria. A més, des del 1912 fou professor al College de France, càrrec que va ocupar fins a 1932. El 1923, esdevingué membre de l'Acadèmia d'Inscripcions i Belles-Lettres.
La seva obra principal és l'Histoire ancienne de l’Afrique du Nord escrita entre 1913 i 1929.

### Mort
Patint flébitis, va morir d'una embòlia el primer de gener de 1932 i està enterrat al cementiri de Longs Réages a Meudon.

## Principals publicacions
- Fouilles dans la nécropole de Vulci : exécutées et publiées, aux frais de S. E. le prince Torlonia. Ernest Thorin éditeur, 1891, p. 570 p. et 20 planches.,
- Essai sur le règne de l’empereur Domitien. Thorin et fils éditeurs, 1894, p. 392 (Bibliothèque des Écoles françaises d'Athènes et de Rome n°65).
- Recherches archéologiques en Algérie (1893)
- " Guide archéologique des environs d'Alger (Cherchel, Tipasa, Tombeau de la Chrétienne) accompagné de vues et plans. Nouvelle Collection algérienne. Collection A. Jourdan. Par la Librairie Adolphe Jourdan Imprimeur Libraire Éditeur, Alger, 1896.
- Les Monuments antiques de l'Algérie (2 volumes, 1901)
- Atlas archéologique de l’Algérie (1902 - 1911)
- Histoire ancienne de l'Afrique du Nord (8 volumes, 1913-1929)
- Inscriptions latines de l'Algérie (2 volumes, 1922)
- Promenades archéologiques aux environs d'Alger (1926)

## Honors

### Decoració
- Chevalier de la Légion d'honneur.

### Premis
- Premi Jean-Reynaud de l'Acadèmia Francesa (1929).